# Пушка

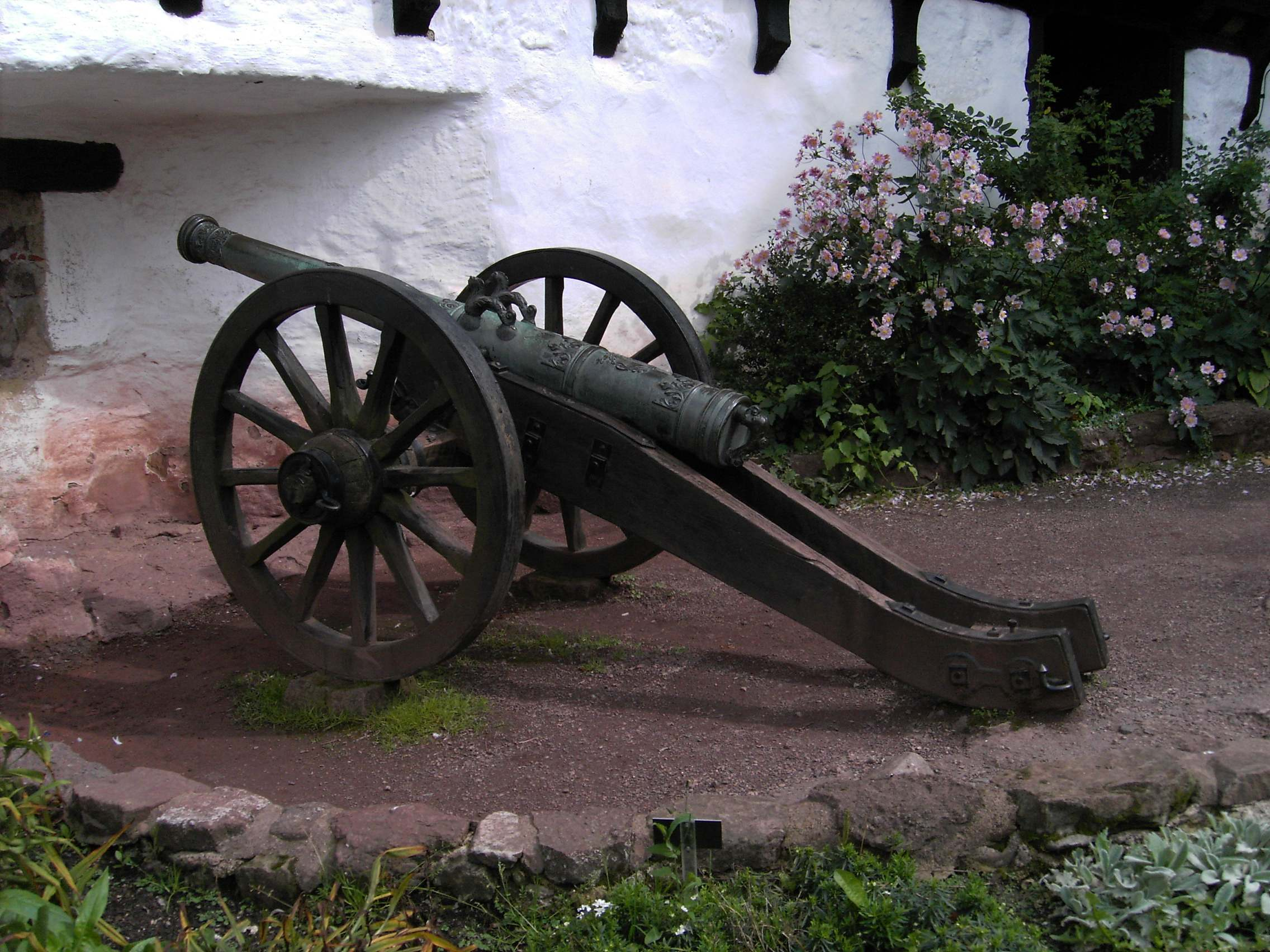
Полевая пушка XVII века

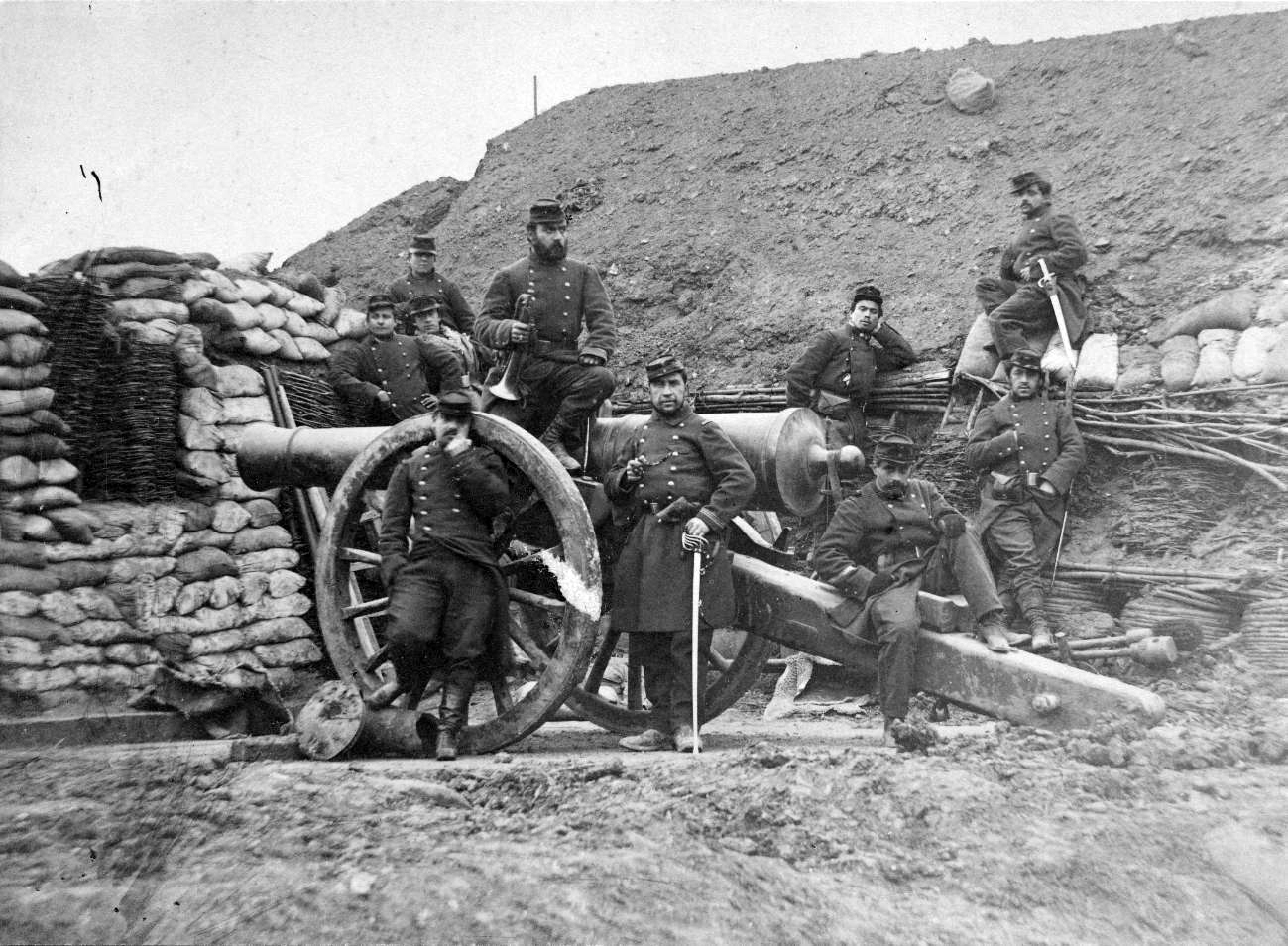
Французские солдаты во время франко-прусской войны (1870—1871)

Пу́шка (от существительного «пушка» — устаревшее название «бочка», «кадушка», то есть первые метательные устройства сильно напоминали это изделие; чеш. puška) — тип артиллерийского орудия, основным назначением которого является стрельба по настильной траектории, а также по воздушным и отдалённым целям. От других представителей ствольной артиллерии, таких как гаубица или мортира, пушка отличается бо́льшим удлинением ствола, начальной скоростью снаряда и дальнобойностью, но зато она имеет меньший максимальный угол возвышения.
Условной границей между гаубичным и пушечным стволом считается его длина. При длине ствола меньшей 40 калибров орудие классифицируется как пушка-гаубица (гаубица-пушка); при большей — как пушка. Такая классификация принята для современных орудий, в эпоху гладкоствольной артиллерии (XVII—XIX вв.) она была другой: существовали пушки с длиной ствола менее 20 калибров.

## Этимология
Слово «пушка» впервые встречается в древнерусских летописях конца XIV в. Согласно Фасмеру, оно было заимствовано из чешского (puška — ружьё) или польского (puszka), далее из д.-в.-н. buhsа и народнолат. buхis — коробка из самшита (восходит к др.-греч. πύξος — самшит); переход от германского b к славянскому p Фасмер объясняет баварским влиянием. Черных предполагает иную трактовку: слово «пушка» — это гибрид славянского глагола «пущати» (то есть «метать снаряды») и германского buhsа, возникший на западнославянской почве.

## История

### Первые огнестрельные орудия

#### Юго-Восточная Азия

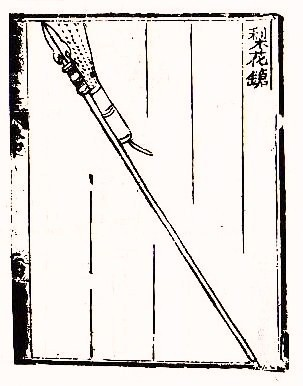
Китайское огненное копье

Основой развития огнестрельного оружия стал дымный порох — смесь древесного угля, серы и селитры. Первые упоминания об этом составе найдены в китайских трактатах 9 века нашей эры, а первые упоминания о его применении в качестве метательного состава обнаружены в китайских документах X века нашей эры: бамбуковые трубки, заглушенные с одного конца, снаряжались порохом и каменной картечью. Это оружие, ныне известное как огненное копьё, имело скорее психологический эффект ввиду малой прочности ствола, а значит и низкой энергии выстрела. Первое китайское изображение бомбарды и пушечного ядра относится к середине XII века. В археологических раскопках найдена бронзовая китайская пушка калибра 12 см, известная как Wuwei Bronze Cannon, предположительно датированная не позднее 1227 года. Также известны другие археологические находки китайского огнестрельного оружия, датированные XIII веком: Heilongjiang hand cannon (1288 год) и Xanadu Gun (1298 год). В XIV веке применение пушек отмечается по всей Юго-Восточной Азии.

#### Ближний Восток
Первенство китайцев в боевом применении пороховой артиллерии оспаривается арабами, которые в своих документах упоминают применение пушек с середины XIII века.. Существует 4 арабские рукописи (рукописи аль-Махзуна), одна из которых хранится в Санкт-Петербурге, две — в Париже и одна — в Стамбуле, относимые к 1320 году, которые утверждают, что армия мамлюков использовала небольшие ручные пищали против монгольской конницы в знаменитой битве при Айн-Джалуте в 1260 году. К 1274 году относится упоминание применения мамлюками осадных огнестрельных орудий при Сиджилмасе. Однако многие историки относят достоверное появление пушек на Ближнем востоке у мамлюков к середине XIV века. Ученый мамлюкского султаната Хасан аль-Раммах в своей книге подробно раскрыл процесс очищения калиевой селитры и описал способы приготовления чёрного пороха в правильном количественном соотношении для получения взрыва. Работы по получению взрывоопасного пороха Хасаном аль-Раммахом позволили мамлюкам Египта стать одними из первых, кто стал регулярно применять пушки в военном деле.

#### Западная Европа

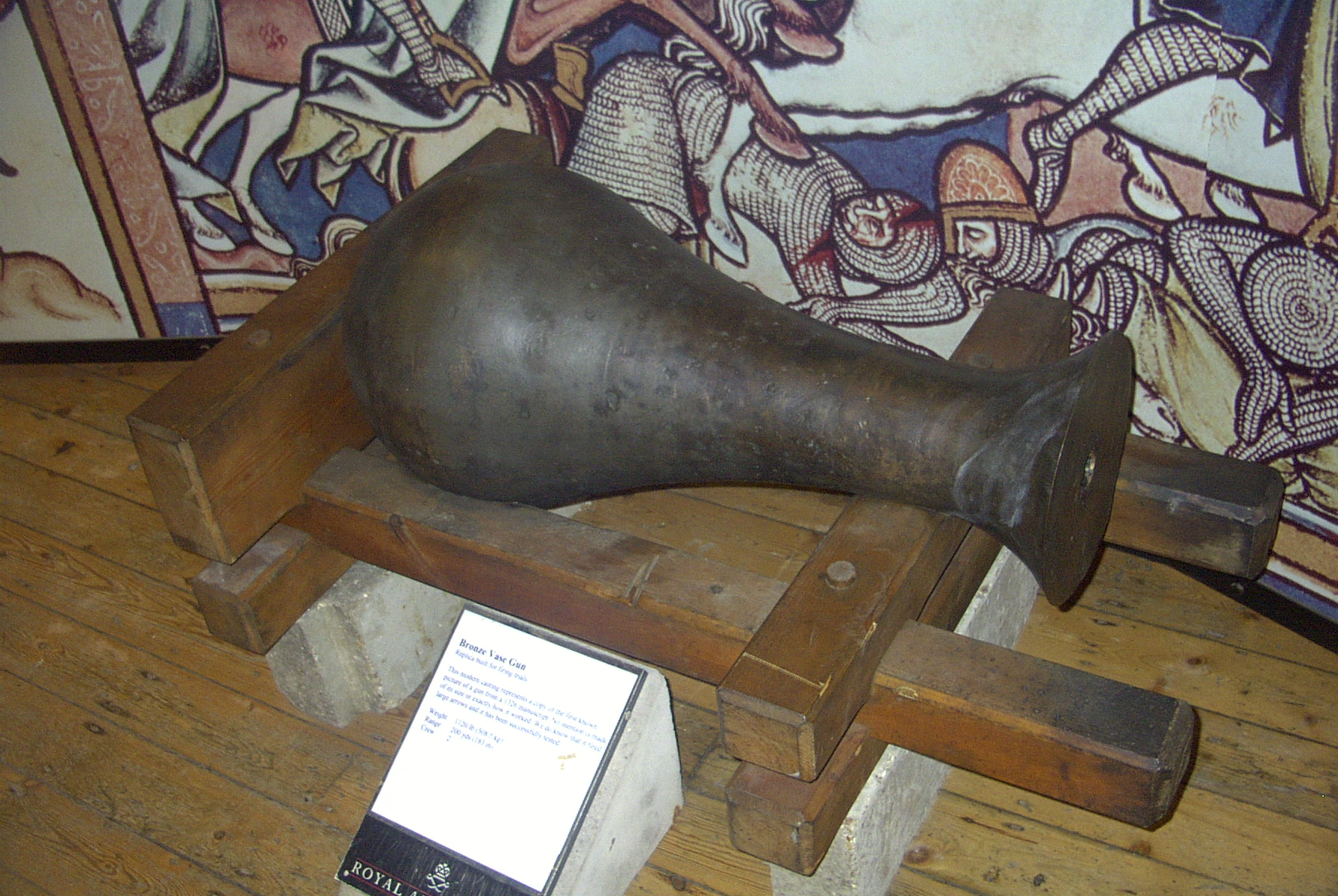
Европейская кувшинообразная рибальда. Реконструкция по изображению XIV века

Общепринято мнение, что пороховое вооружение попало в Европу извне. Существует предположение, что первое такое знакомство состоялось в 1241 году в ходе битвы на реке Шайо с монгольскими войсками во главе с Батыем, которые позаимствовали огнестрел у китайцев. Другие историки считают, что история артиллерии в Европе началась с Испании, куда артиллерию принесли арабы.
Древнейшая сохранившаяся европейская пушка была поднята со дна моря и датирована методом 14C по остаткам картуза между 1285 – 1399 годами.
В первой половине XIV века огнестрельное оружие уже использовалось в Англии и Италии. Согласно сохранившимся отчётам Личного Гардероба короля Эдуарда III, на вооружении английской армии в битве при Креси (1346 год) имелись железные кувшинообразные «рибальды» (ribaldis), стрелявшие стрелами.
Впервые успешно разрушить каменные укрепления пушечным огнём удалось либо французам в 1374 году, либо бургундцам в 1377 году. В 1382 году появляется пушка Безумная Грета.

#### Восточная Европа
На Руси первые пушки появились в 1376 году после похода русской рати на волжских булгар. Их называли тюфяками. В 1382 году тюфяки использовались при обороне Москвы от войск хана Тохтамыша. В 1389 году «из немец» на Русь были привезены арматы (от лат. arma — оружие). Слово заимствовано из польского или немецкого вместе с самим орудием, до настоящего времени используется в украинском языке («гармата» — «пушка»). «Арматы» представляли собой свёрнутые в трубу железные листы, швы которой заваривались, и далее ствол дополнительно обтягивался железными обручами.
…егда бо татарове приступаху близь стен градскых, тогда гражане стерегуще града и супротивящеся им, и възбраняху им, ови стрелами стреляху из заборол, инии же камением шибаху на ня, друзии же тюфякы пущаху на них, а инии самострелы напинающе и стреляху, и порокы шибаху, а инии великие пушки пущаху.
Стрельба из разных типов вооружения в летописи описывается разными глаголами: стрелами и самострелами «стреляху», камнями и пороками (требушетами) «шибаху», а тюфяками (пищалями) и пушками «пущаху».

### Технологии гладкоствольных пушек

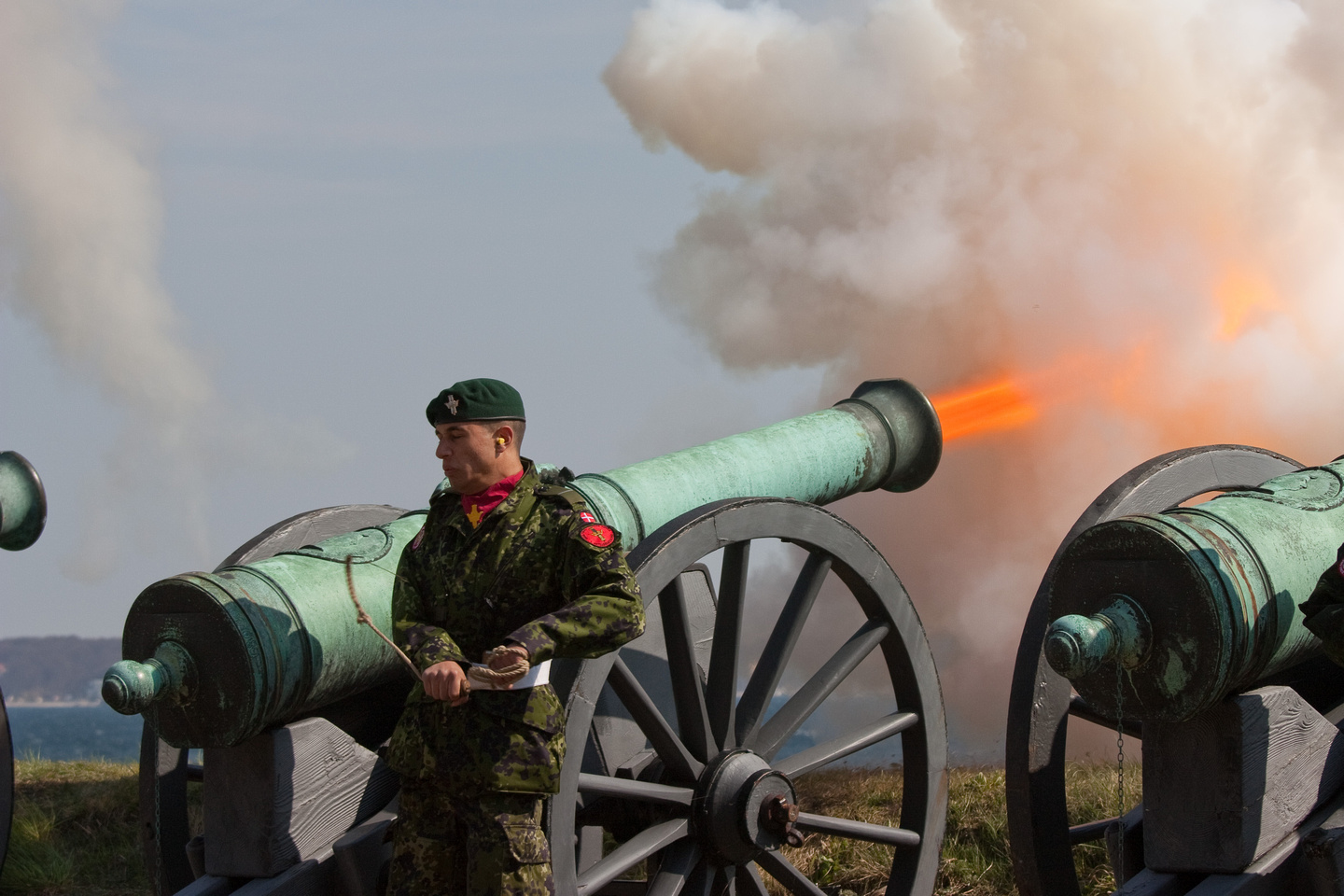
Огонь из бронзовой двенадцатифунтовой пушки

Пушки использовались турками при осаде Константинополя 1422 года. Дальнобойность турецкой пушки Базилика в 1453 году достигала 2 км.
Первоначально слово «пушка» применялось ко всем типам артиллерийских орудий; пример — Царь-пушка (1586 год), которая по современным меркам считается мортирой или бомбардой. В XVI веке после введения чугунного литья пушками стали называться орудия с длиной ствола в 16—22 калибра; более короткие орудия стали называть мортирами и гаубицами.
В России пушки отливали с XVI века (в Артиллерийском музее в Санкт-Петербурге находится одна из чугунных пушек, отлитых в 1600 году).

Интересно, что производителями артиллерийских орудий в XVI—XVII веках были не только государевы пушкарские дворы, но и монастыри. К примеру, довольно крупное производство пушек велось в Соловецком монастыре и в Кириллово-Белозерском монастыре. Владели пушками и весьма их успешно применяли Донские и Запорожские казаки. Первое упоминание о применении пушек запорожскими казаками относится к 1516 году. В XIX—XX веках в России и за границей сложилось мнение, что допетровская артиллерия была технически отсталой. Но вот факты: в 1646 году Тульско-Каменские заводы поставили Голландии более 600 орудий, а в 1647 году 360 орудий калибра 4,6 и 8 фунтов. В 1675 году Тульско-Каменские заводы отгрузили за границу 116 чугунных пушек, 43 892 ядра, 2934 гранаты, 2356 мушкетных стволов, 2700 шпаг и 9687 пудов железа— «Энциклопедия вооружений»
В 1757 году русские пушки стреляли на расстояние до 4 км (Единорог).
Попытки создать стальную пушку предпринимались. Например, в России такая пушка была создана мастеровым Яковом Зотиным на Нижне-Исетском заводе, единственном в то время в России предприятии, где было организовано производство стали. Зотин организовал работы по отковке орудия, используя для этого молотовые горны и водяные молоты «со стальной наваркою». Для сверловки канала ствола использовался вертикально-сверлильный станок, а для обработки наружной поверхности ствола — токарный. К маю 1812 года пушка была готова. Это было 3-фунтовое орудие. Но артиллерийский приёмщик отказался его принять как «не предусмотренное высочайшей инструкцией». В сентябре того же года было готово второе орудие, изготовленное на этот раз в точном соответствии с инструкцией — оно было гладкоствольным. Орудие, по отзыву приёмщика, было «ковкою весьма хорошо, может выдержать и ночное действие». Орудие было принято и отправлено в Петербург, где получило высокую оценку. Особенно Артиллерийский департамент поразило то, что орудие обходилось очень дёшево. Но принимать его на вооружение не поспешили. Более того, в 1824 году А. А. Аракчеев «лично изъяснил его императорскому величеству, что железные пушки никогда не смогут быть столь удобны к действовию и в изготовлении, как медные».

#### Деревянные пушки

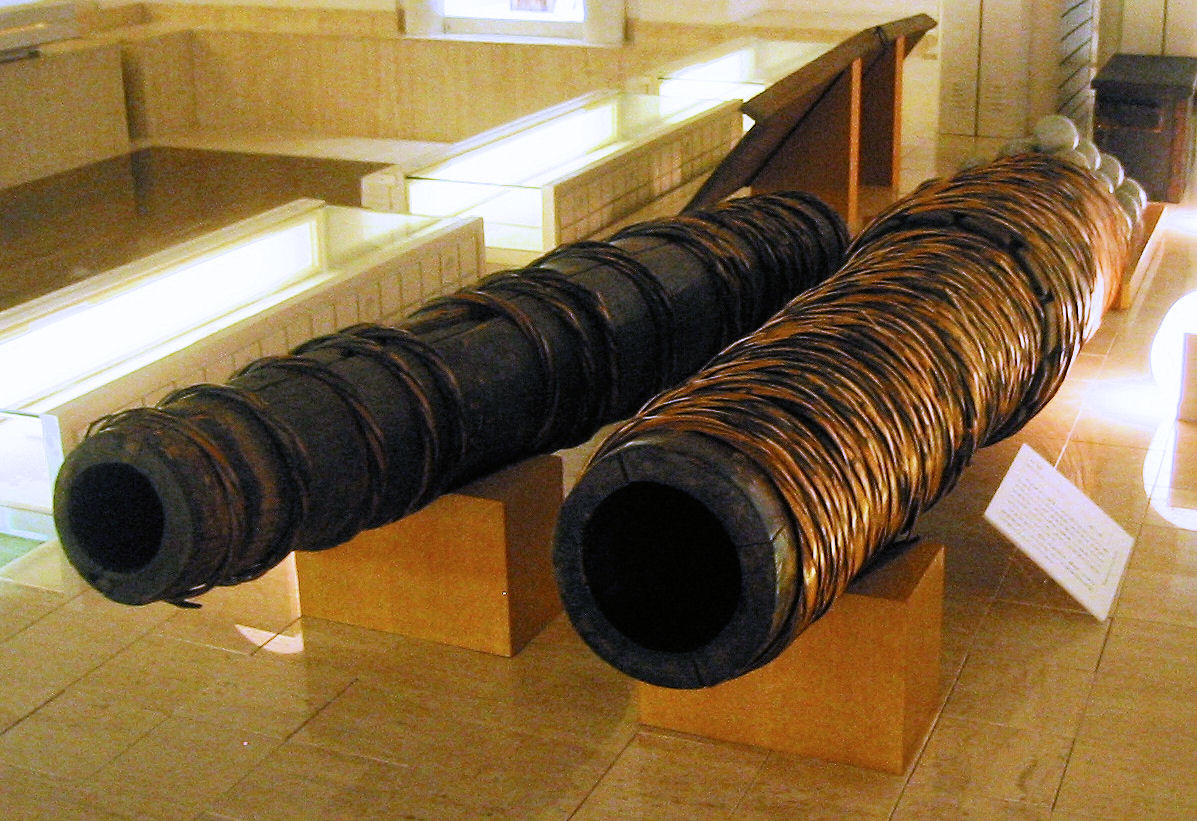
Деревянные пушки, использованные повстанцами в войне Босин в 1868-1869. Для прочности ствола они были туго обмотаны веревками.

#### Кованые пушки

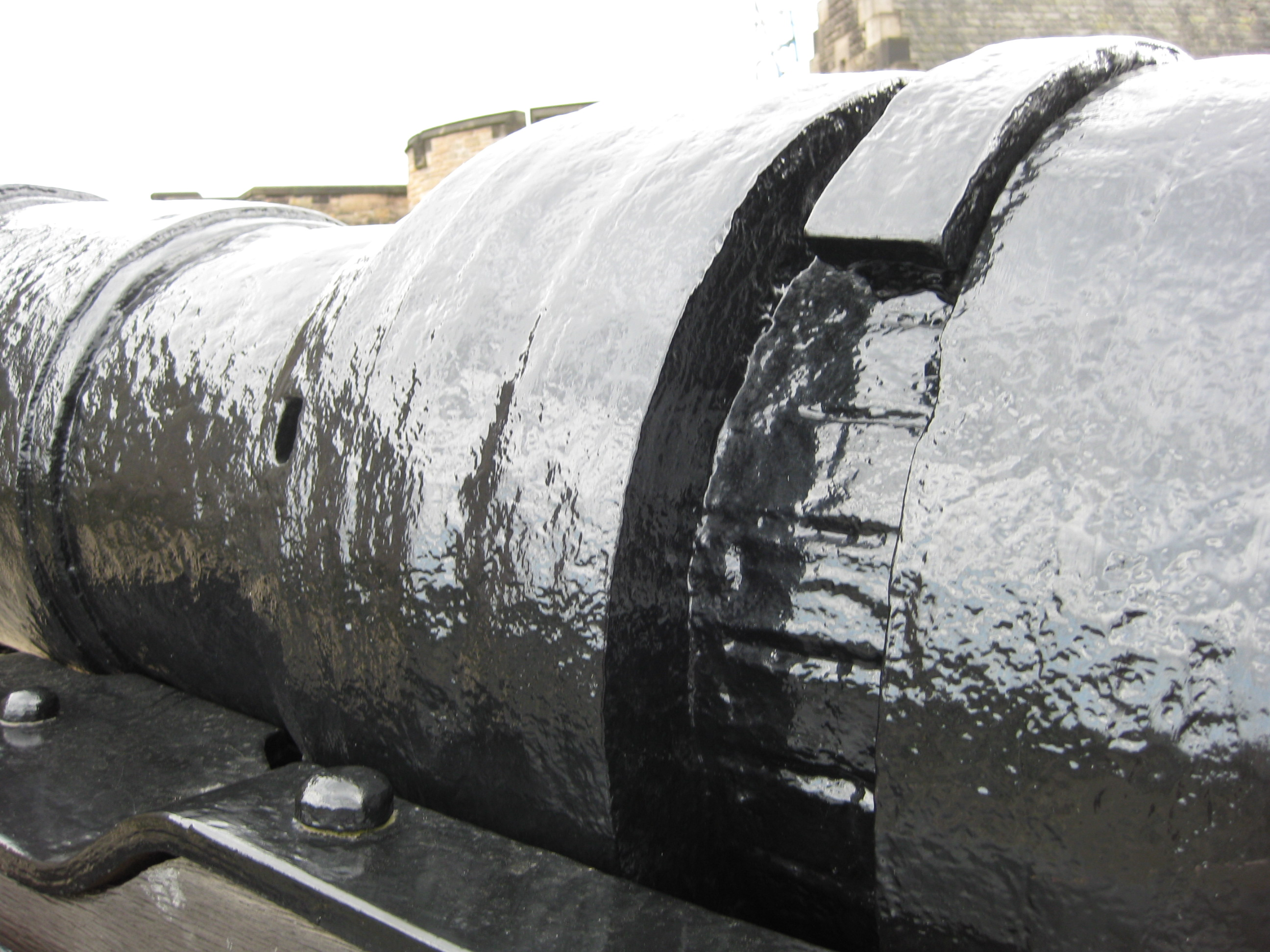
Разрыв на стволе кованой пушки. Хорошо видна сборка ствола из полос.

К моменту знакомства с огнестрельным оружием в Европе хорошо знали кричное железо и умели его ковать. Неудивительно, что первые пушки изготавливались из кричного железа. Отковать пушку целиком не удавалось, потому родилась довольно самобытная технология сборки орудия из множества отдельных кованых элементов. Сначала ковались длинные полосы во всю длину ствола, из которых собирался ствол по принципу сборки бочки из отдельных досок. А чтобы удержать полосы вместе, сверху на всю длину ствола надевалось множество кованых колец. Такие орудия отличались огромной трудоёмкостью и впоследствии, по мере освоения литейных технологий, были вытеснены литыми пушками.

#### Бронзовые пушки
Также к XIII веку в Европе хорошо знали бронзу, литьё колоколов и других изделий из бронзы было широко развито. У бронзы были определённые недостатки. Дефицитность и дороговизна меди и олова сдерживали распространение пушек из этого сплава. На первых этапах свою роль сыграла неосвоенность технологических особенностей литья бронз для артиллерийских целей. Тем не менее бронзовые пушки уже в XV веке вытеснили кованые орудия, став основным материалом артиллерии до освоения чугунного литья.

#### «Кожаные» пушки

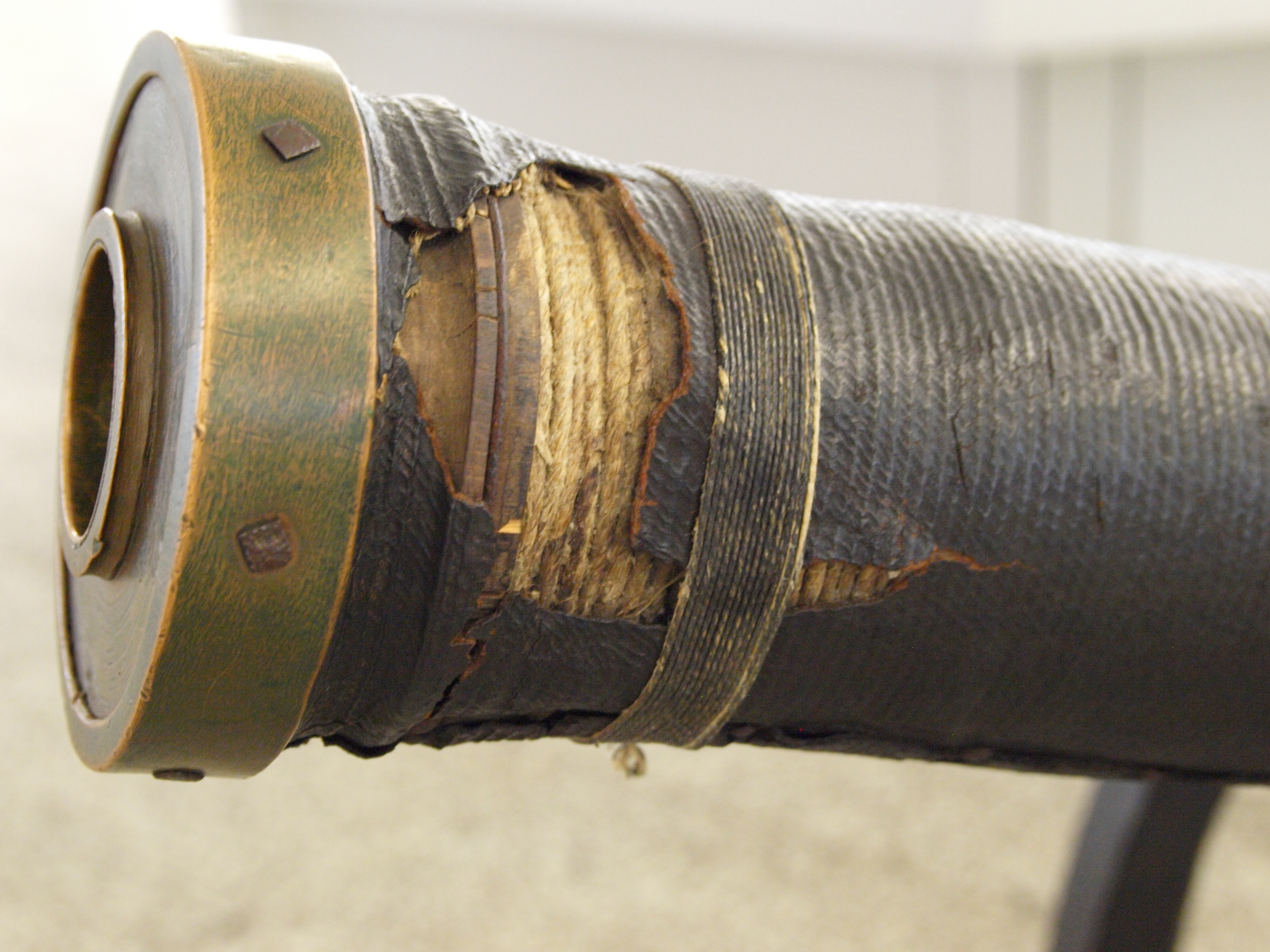
«Кожаная» пушка

Попытки снизить вес орудия привели к появлению пушек, чьи стволы укреплялись верёвками и кожей. Относительно тонкостенный лёгкий бронзовый ствол плотно обматывался верёвками и кожей. Такие технологии позволили создать относительно мощные, но лёгкие орудия, пригодные к быстрому манёвру на поле боя силами орудийного расчёта. Известны попытки применения кожаных пушек в XVII веке, например шведами в Тридцатилетней войне. Они состояли из тонкого медного ствола толщиной 1/8 калибра, укреплённого железными обручами, верёвками и стянутого кожей. В боевых действиях эти орудия показали себя не с лучшей стороны: перегревались при стрельбе, часто разрывались. В связи с этим от них отказались.

#### Чугунные пушки
По мере роста размеров сыродутных печей все большая доля кричного железа науглероживалась и превращалась в чугун, который плавился при температурах сыродутных печей и стекал вниз, смешиваясь с шлаком. Первоначально смесь шлака и чугуна имела столь низкие прочностные свойства, что ей не находили никакого адекватного применения, отливая из неё, например, булыжники для мостовой. С ростом размеров сыродутных печей и качества дутья в них, чугуна становилось все больше, а содержание шлаков в нём удавалось сделать все меньше. Из такого чугуна отливали пушечные ядра. Однако хрупкость чугуна, наличие шлаковых дефектов и каверн приводили к частым непредсказуемым разрывам чугунных пушек, что сильно сдерживало их распространение. Вплоть до XVI века чугунные пушки изготавливались редко. Лишь в середине XVI века в Англии при короле Генрихе VIII удалось добиться качественного скачка чугунного литья. После смерти Генриха в его арсенале были сотни дешёвых чугунных пушек. Дешёвое чугунное пушечное литьё смогло частично вытеснить дорогую бронзу в артиллерии, преимущественно в крепостной, поскольку из-за хрупкости чугуна пушки приходилось делать с более толстыми стенками, а значит, значительно более тяжелыми при одинаковом с бронзовыми калибре. В ту эпоху система огня крепостей опиралась на многочисленные артиллерийские орудия (вооружение средней по размерам крепости могло насчитывать сотни пушек - примерно столько, сколько имелось в целой полевой армии), которые не приходилось возить с места на место и снабжать боеприпасами издалека. Таким образом, для крепостных пушек чугун оказался дешевым и приемлемым заменителем бронзы.

#### Стальные пушки
Сталь была издревле известна человечеству, её получали насыщая поверхность кованого кричного железа углеродом (процесс цементации) или переплавляя в высокотемпературных тиглях с добавлением углерода (тигельная сталь). Тигельная сталь была известна в юго-восточной Азии, но в Европе её получение освоили только с середины XVIII века благодаря англичанину Бенджамину Хантсману. Также в конце XVIII века научились получать сталь пудлингованием (осаждением более тугоплавкой стали из расплава чугуна). Тигельная и пудлинговая сталь получили определённое распространение в пушечном деле до освоения во второй половине XIX века классических сталелитейных процессов — бессемеровского, томасовского и мартеновского. В частности, известный русский промышленник Павел Обухов в 1850-х годах наладил производство стальных пушек из тигельной стали на Златоустовском заводе. Несколько раньше, в 1847 году, Альфред Крупп создал свою первую стальную пушку из пудлинговой стали.
До освоения промышленной выплавки стали - также предпринимались усилия по переходу от чугуна и железа к стали, которая по сочетанию твёрдости и вязкости обещала превосходство над хрупким чугуном и мягкими железом и бронзой. Основная трудность состояла в том, что температура плавления сплава железа и углерода падала с увеличением количества углерода; то есть - плавить чугун с высоким содержанием углерода проще, чем плавить сталь, в которой углерода меньше - чем в чугуне и, тем более - проще, чем плавить чистое железо. При этом углерод делал хрупким металл: чистое железо легко ковалось, в то время, как сталь ковалась очень трудно, чугун же ковке не поддавался вовсе. Потому существовал определённый, довольно продолжительный технологический этап, когда, с одной стороны, умели хорошо обрабатывать железо ковкой, а с другой - умели лить чугун, но изготовление стальных изделий вызывало значительные трудности, не позволявшие дёшево изготавливать такие массивные изделия, как пушки.

### Боеприпасы гладкоствольных пушек

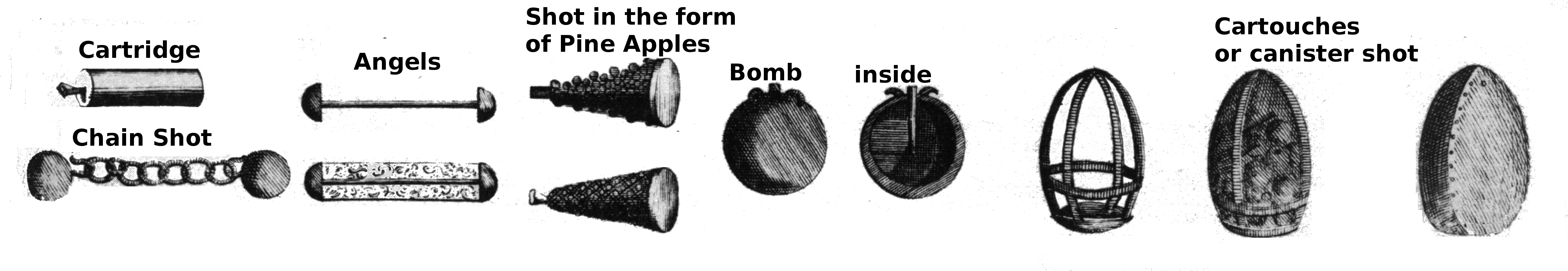
Боеприпасы для пушек XVIII века

Первоначально пушки заряжались камнями. При необходимости их обтёсывали для получения шарообразной формы. Шарообразное ядро было наиболее предпочтительной формой боеприпаса: оно не могло дать перекос и заклинить в канале ствола. Поскольку поверхность канала ствола была далека от идеальной и твёрдый неровный боеприпас не мог плотно к нему прилегать, то для минимизации потерь пороховых газов и уменьшения шансов раскалывания каменных ядер при ударах о ствол боеприпас обматывали тряпками.
Однако заготовка каменных ядер и придача им надлежащей формы была трудоёмка, поэтому вскоре перешли к металлическим ядрам. Для малокалиберной артиллерии это могли быть свинцовые литые ядра. Для крупного калибра использовались кованые ядра из кричного железа, зачастую облитые свинцом для упрощения придачи им нужной формы. По мере развития чугунолитейного дела перешли к литым чугунным ядрам.

### Нарезные пушки
В конце XIX века в России была создана Скорострельная пушка Барановского, дальнобойностью до 3 км.
В годы Первой мировой войны немцы (концерн Круппа) создали Парижскую пушку, дальнобойность которой достигла 130 км. В годы Второй мировой войны немцы создали пушку Дора, дальнобойность которой достигала 48 км. Гораздо дальше (до 87 км) стреляла пушка К5.
В 1953 году в США появляется ядерная артиллерия (280 mm Gun M65), дальнобойность которой достигала 29 км.
Впоследствии пушки были потеснены ракетным оружием.

## Типы пушек
По применению:
- Авиационная пушка
- Береговое орудие
- Корабельное орудие
- Противотанковое орудие
- Зенитное орудие
- Танковое орудие
- Железнодорожная пушка

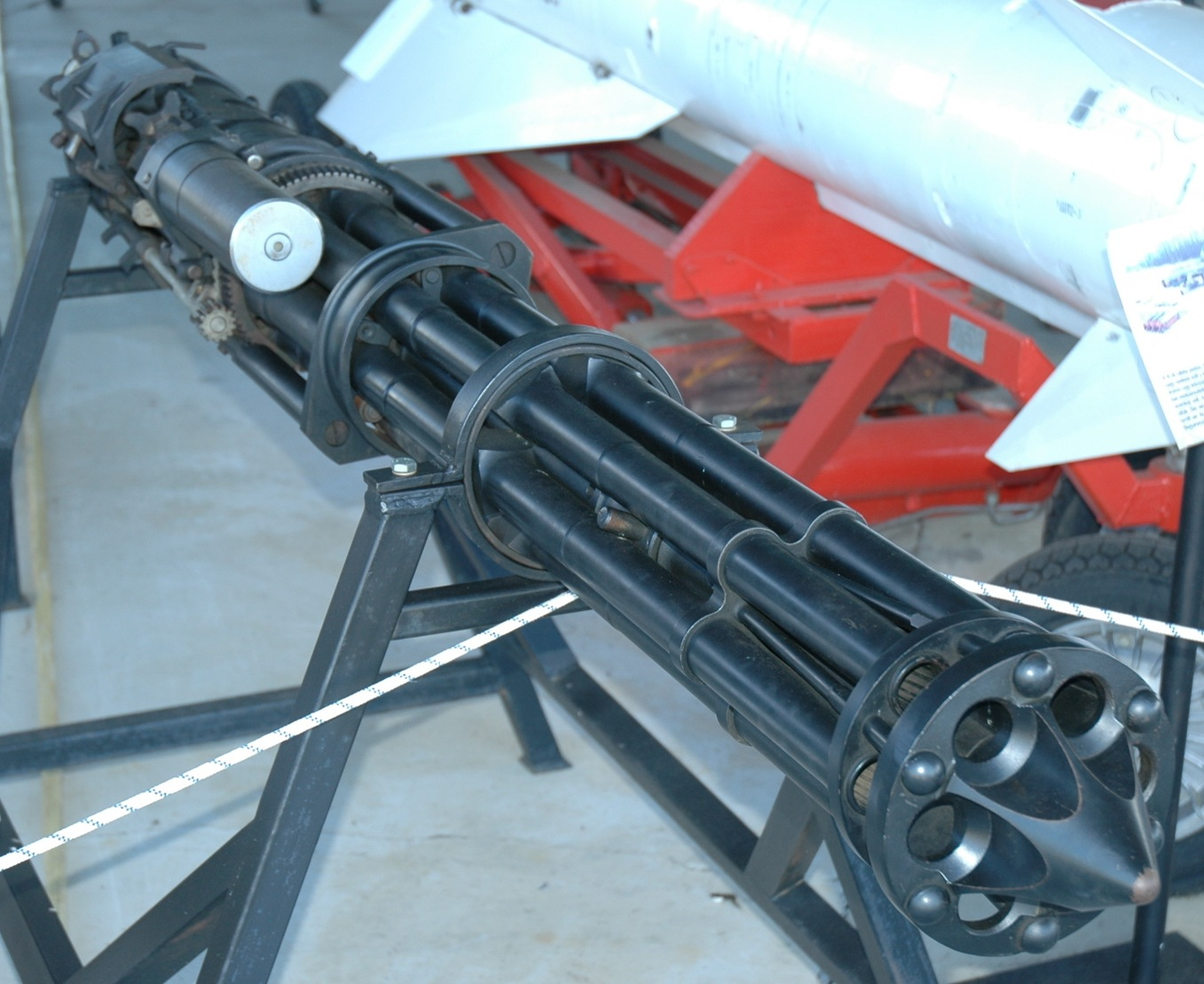
Шестиствольная авиационная пушка ГШ-6-30

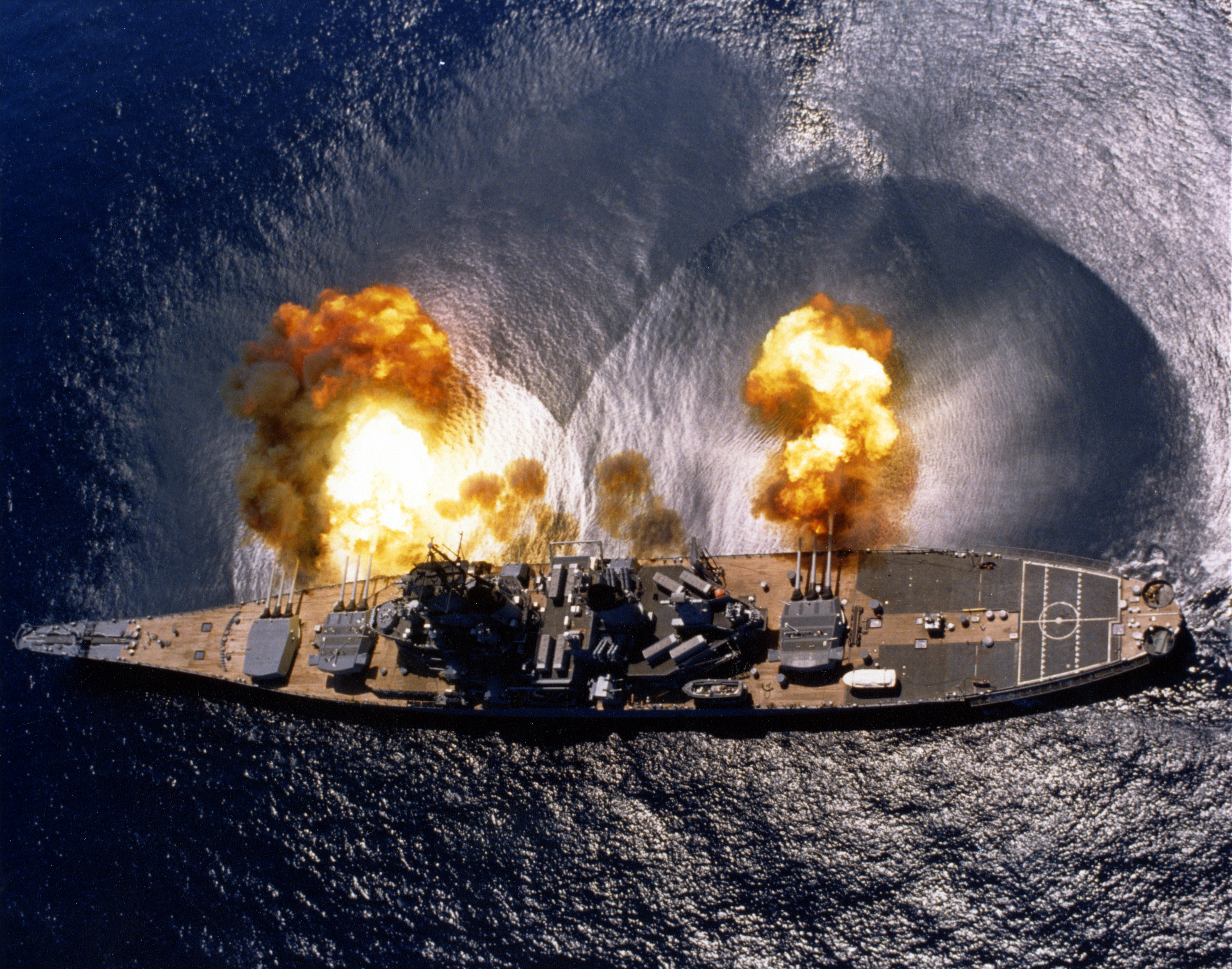
Огонь корабельных орудий, линкор «Айова».

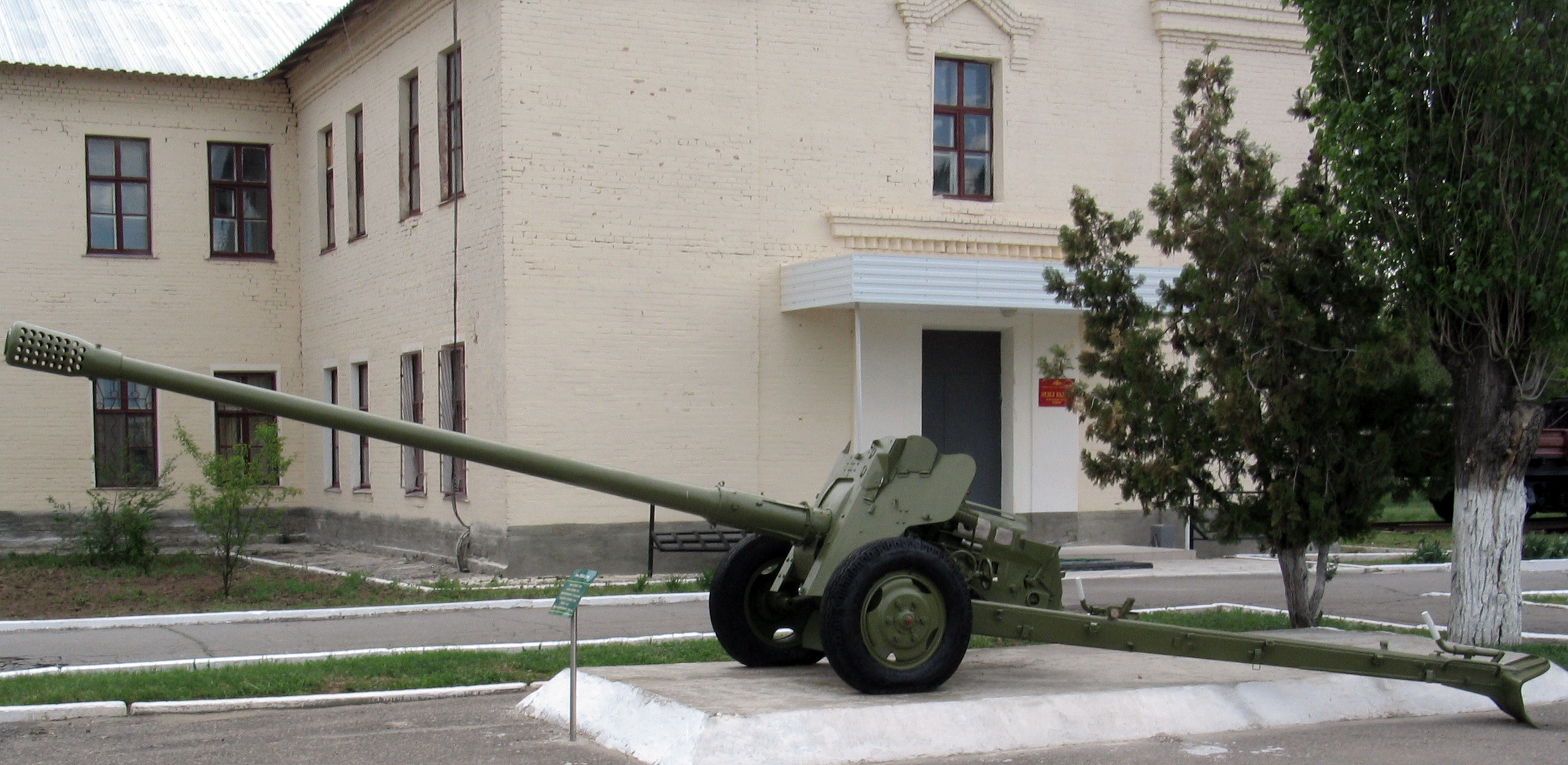
85-мм противотанковая пушка Д-48 (обр. 1953 г.) в музее полигона "Капустин Яр", г. Знаменск

- Атомная пушка — предназначена для стрельбы по наземным и морским целям снарядами с ядерным зарядом. Одним из первых образцов таких систем была 280-мм пушка, изготовленная в США. В 1953 на полигоне в штате Невада при испытании этой пушки стреляли атомным снарядом массой около 360 кг.

По типу действия:
- Пороховая пушка
- Паровая пушка
- Электромагнитная пушка (также пушка Гаусса)

Специализированные пушки на лафетах с круговым обстрелом и очень большим углом возвышения используются в качестве зенитных орудий, предназначенных для борьбы с авиацией противника.
Другим видом специализированных пушек являются противотанковые орудия (ПТО), у которых невелик угол возвышения, но очень высока начальная скорость снаряда — они используются в основном для стрельбы прямой наводкой по вражеской бронетехнике. Размеры и массу ПТО стараются сделать как можно меньше, чтобы облегчить их транспортировку и маскировку на местности.
В настоящее время в связи с совершенствованием авиации и ракетных вооружений, противотанковые и крупнокалиберные неавтоматические зенитные пушки в значительной степени замещены другими средствами борьбы с бронированными и воздушными целями. Однако сравнительная простота обслуживания и боевого применения, а также невысокая себестоимость орудия и боеприпасов способствуют сохранению пушек в войсках.

## Знаменитые пушки
- Царь-пушка (более точно называть это орудие бомбардой) — шедевр русского литейного искусства, отлита в мастерской Андрея Чохова. На момент создания являлась самым большим в мире артиллерийским орудием.
- Базилика — огромная бомбарда венгерского инженера Урбана, применявшаяся при осаде Константинополя.
- Железнодорожная пушка «Леопольд» — применялась Германией во Второй мировой войне.
- Дора — применялась Германией во Второй мировой войне, самое тяжёлое и крупнокалиберное орудие, применявшееся в боевых действиях.